# Gustavo Alfaro
Gustavo Julio Alfaro (født 14. august 1962 i Rafaela) er en argentinsk fodboldtræner og tidligere midtbanespiller, som siden marts 2020 har været cheftræner for Ecuadors fodboldlandshold.

## Titler

### Titler som cheftræner
Segunda División de Argentina
- 2001 med Olimpo

Copa Sudamericana
- 2007 med Arsenal de Sarandí

Primera División de Argentina
- 2012 med Arsenal de Sarandí

Copa Argentina de Fútbol
- 2013 med Arsenal de Sarandí

Supercopa Argentina de Fútbol
- 2019 med Boca Juniors